# Манон 70
«Манон 70» (фр. Manon 70) — французская (франко-итало-немецкая совместная постановка) драма 1968 года, снятая режиссёром Жаном Орелем. Главные роли исполнили Катрин Денёв, Жан-Клод Бриали и Сами Фрей. Сценарий был написан Орелем вместе с Сесилем Сен-Лораном. В основе сюжета лежит история Манон Леско, французского романа XVIII века Антуана Франсуа Прево. Оригинальная музыка была написана Сержем Гейнсбургом.

## Сюжет
Манон (Катрин Денёв) — аморальная, свободная духом женщина, использует секс, чтобы окружить себя относительной роскошью. Журналист Франсуа (Сами Фрей) видит её в аэропорту Токио и влюбляется в неё. Как только они приземляются в Париже, он делает первый шаг и крадёт её у попутчика. Франсуа и Манон влюбляются друг в друга, но брат Манон (Жан-Клод Бриали) хочет жить со своей сестрой и учиняет препятствия на их пути. Манон пытается встречаться одновременно и с богатым мужчиной (Роберт Уэббер), и с Франсуа.

## В ролях
| Актёр            | Роль             |
| ---------------- | ---------------- |
| Катрин Денёв     | Манон            |
| Жан-Клод Бриали  | Жан-Поль         |
| Сами Фрей        | Франсуа Де Гриё  |
| Эльса Мартинелли | Энни             |
| Роберт Уэббер    |                  |
| Пауль Хубшмид    | Симон            |
| Клод Женя        | жена             |
| Жан Мартен       | хозяин гостиницы |

## Отзывы
После съёмок Денёв сказала, что согласилась работать с Жаном Орелем, потому что ей понравился его фильм «По любви». О «Манон 70» она сказала, что «история была великолепной, но фильм просто потерпел неудачу… это, вероятно, потому что кинорежиссёр не до конца себя проявил».